# Libre arbitre
Pour les articles homonymes, voir Arbitre.
 (août 2011).
Si vous disposez d'ouvrages ou d'articles de référence ou si vous connaissez des sites web de qualité traitant du thème abordé ici, merci de compléter l'article en donnant les références utiles à sa vérifiabilité et en les liant à la section « Notes et références ».
Le libre arbitre, parfois orthographié libre-arbitre, est l'aptitude de l'être humain à se déterminer librement et par lui seul, pour agir et penser. Cette notion s'oppose au déterminisme ou au fatalisme, qui affirment que sa volonté est régie par des « forces » qui l’y obligent.
L’expression de « libre arbitre » (liberum arbitrium en latin) est la contraction de l’expression technique : « libre arbitre de la volonté ».

## Histoire

### Philosophie grecque
La philosophie grecque a étudié la question de la liberté de choix, notamment chez Aristote, Alexandre d'Aphrodise et Épictète,.

### Origine augustinienne du concept
Cette section ne s'appuie pas, ou pas assez, sur des sources secondaires ou tertiaires indépendantes du sujet. Le texte peut contenir des analyses inexactes ou inédites de sources primaires.
Pour l'améliorer, ajoutez-en, ou placez des modèles {{Source secondaire souhaitée}} ou {{Source secondaire nécessaire}} sur les passages mal sourcés. (avril 2025)

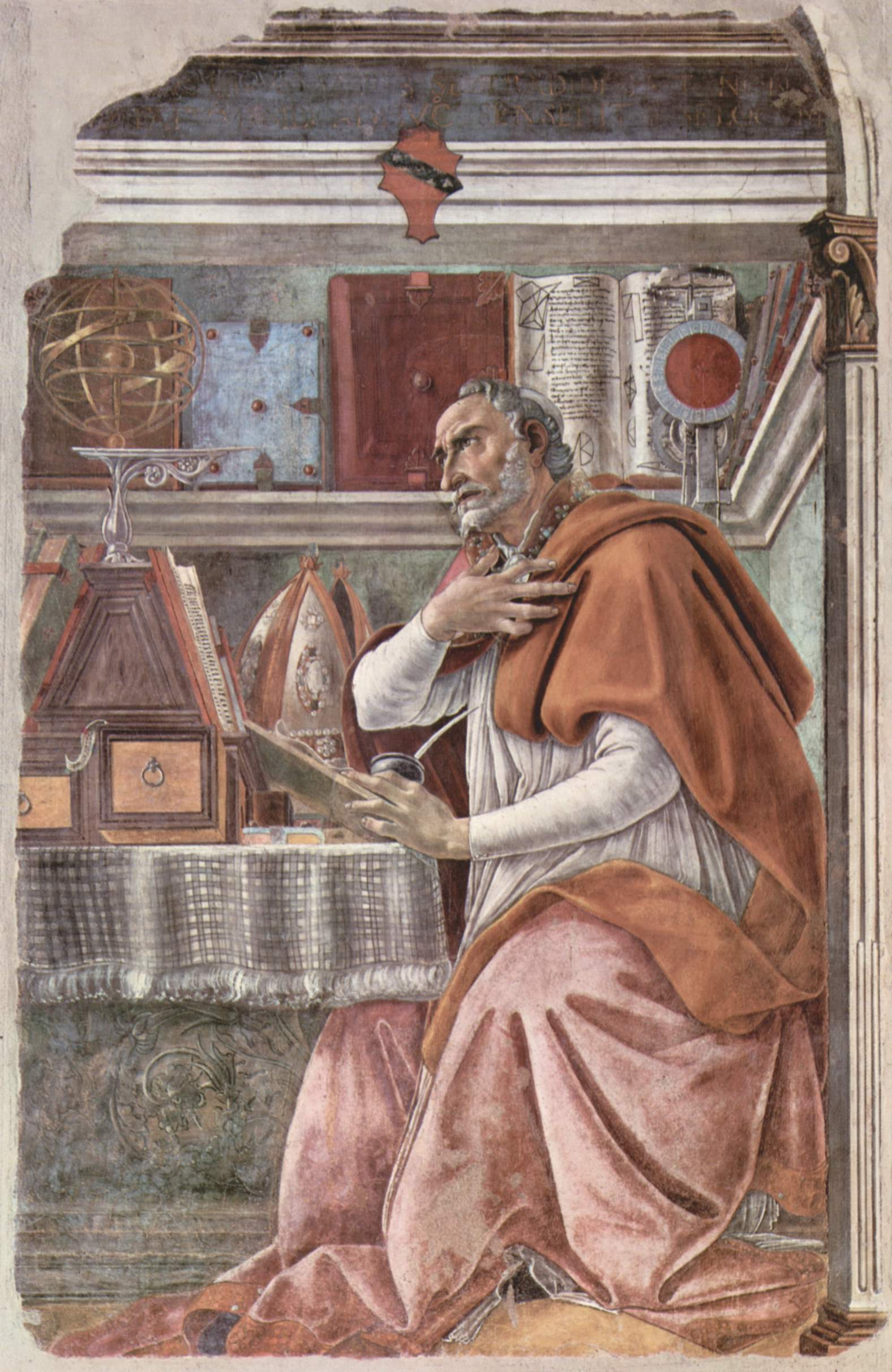
Saint Augustin fut l'un des premiers à méditer le concept de libre arbitre (portrait imaginaire par Botticelli, v. 1480).

Le concept de liberum arbitrium forgé par la théologie patristique latine a été développé pour préciser la responsabilité du mal en l'imputant à la créature de Dieu. Cet aspect apparaît dans le traité De libero arbitrio (en) d'Augustin d'Hippone. Ce texte décrit le dialogue d’Evodius et d’Augustin. Evodius pose le problème en des termes : « Dieu n’est-il pas l’auteur du mal ? » Si le péché est l'œuvre des âmes et que celles-ci sont créées par Dieu, comment Dieu n’en serait-il pas, in fine, l’auteur ? Augustin répond que « Dieu a conféré à sa créature, avec le libre arbitre, la capacité de mal agir, et par-là même, la responsabilité du péché ».
Grâce au libre arbitre, Dieu reste impeccamineux (non coupable) : sa bonté ne saurait être tenue pour responsable d’aucun mal moral. Toutefois, Augustin ajoute :
« D’où vient que nous agissons mal ? Si je ne me trompe, l’argumentation a montré que nous agissons ainsi par le libre arbitre de la volonté. Mais ce libre arbitre auquel nous devons notre faculté de pécher, nous en sommes convaincus, je me demande si celui qui nous a créés a bien fait de nous le donner. Il semble, en effet, que nous n’aurions pas été exposés à pécher si nous en avions été privés ; et il est à craindre que, de cette façon, Dieu aussi passe pour l’auteur de nos mauvaises actions (De libero arbitrio, I, 16, 35). »
La réponse d’Augustin est que la volonté est un bien, dont l’homme peut abuser mais qui fait aussi sa dignité. Qui voudrait ne pas posséder de mains sous prétexte que celles-ci servent parfois à commettre des crimes ? Or cela est plus vrai encore du libre arbitre : si on peut vivre moralement en étant privé de l’usage de ses bras, on ne saurait jamais accéder à la dignité de la vie morale sans libre arbitre :
« La volonté libre sans laquelle personne ne peut bien vivre, tu dois reconnaître et qu’elle est un bien, et qu’elle est un don de Dieu, et qu’il faut condamner ceux qui mésusent de ce bien plutôt que de dire de celui qui l’a donné qu’il n’aurait pas dû le donner (ibid., II, 18, 48). »
Le paradoxe d’Augustin, qui explique pourquoi il a pu inspirer, au sein du christianisme, des théologies divergentes, tient à la diversité de ses adversaires. S’il affirme, dans le traité De libero arbitrio, l’existence du libre arbitre contre les manichéens qui attribuent au divin la responsabilité du mal, il tend, contre les pélagiens, à en minimiser le rôle dans l'œuvre du salut : l’homme, par le péché originel, a perdu l’usage de cette faculté : amissa libertas, nulla libertas (« liberté perdue, liberté nulle »). Seule la grâce, gratuitement octroyée par Dieu, peut accomplir l'œuvre du salut. C'est ainsi que le 16e concile de Carthage en 418 affirme les doctrines du péché originel et de la grâce salvifique, approuvées par le pape Zosime.
Cette position fait que les Réformateurs et les catholiques pourront, sans contradiction, se revendiquer d’Augustin dans les controverses sur le rôle respectif de la grâce et du libre arbitre dans l'œuvre du salut.

### L’élaboration scolastique
La scolastique a réélaboré le concept en s’appuyant sur Aristote. Les Grecs ignoraient le libre arbitre, n’ayant pas la notion de volonté mais plutôt celle d’acte volontaire, étudiée au troisième livre de l'Éthique à Nicomaque.
Dans ce livre, Aristote définit le volontaire par l’union de deux facultés : la spontanéité du désir (agir par soi-même), dont le contraire est la contrainte, et l’intentionnalité de la connaissance (agir en fonction d'une cause et en connaissant cette cause), dont le contraire est l’ignorance. Ainsi, j’agis volontairement quand :
- a/ j’agis spontanément (je trouve alors le principe de mes actes à l’intérieur de moi-même, contrairement à l’individu qui est emmené pieds et poings liés par des ravisseurs), et
- b/ j’agis en sachant ce que je fais (contrairement à celui qui administre à un patient un poison en croyant sincèrement lui administrer un remède, parce que le pharmacien a interverti les étiquettes).

Le volontaire suppose ainsi l’union de la spontanéité et de l’intentionnalité ; il est la condition de la responsabilité morale de l’individu (je ne saurais être tenu pour responsable du fait d’avoir quitté mon pays quand j’ai été enlevé par des agresseurs auxquels il m’était matériellement impossible d’échapper, ou quand j’ai franchi par mégarde une frontière qui n’était pas clairement signalée, en ayant eu l’intention de rester sur le territoire national). Ces analyses aristotéliciennes ont été fondamentales pour l’élaboration scolastique du concept de libre arbitre. Les théologiens chrétiens retiendront d’Aristote la notion de libre arbitre comme associant la volonté (spontanéité) et la raison (intentionnalité), et comme fondant la responsabilité de l’individu devant les lois morales, pénales et divines.

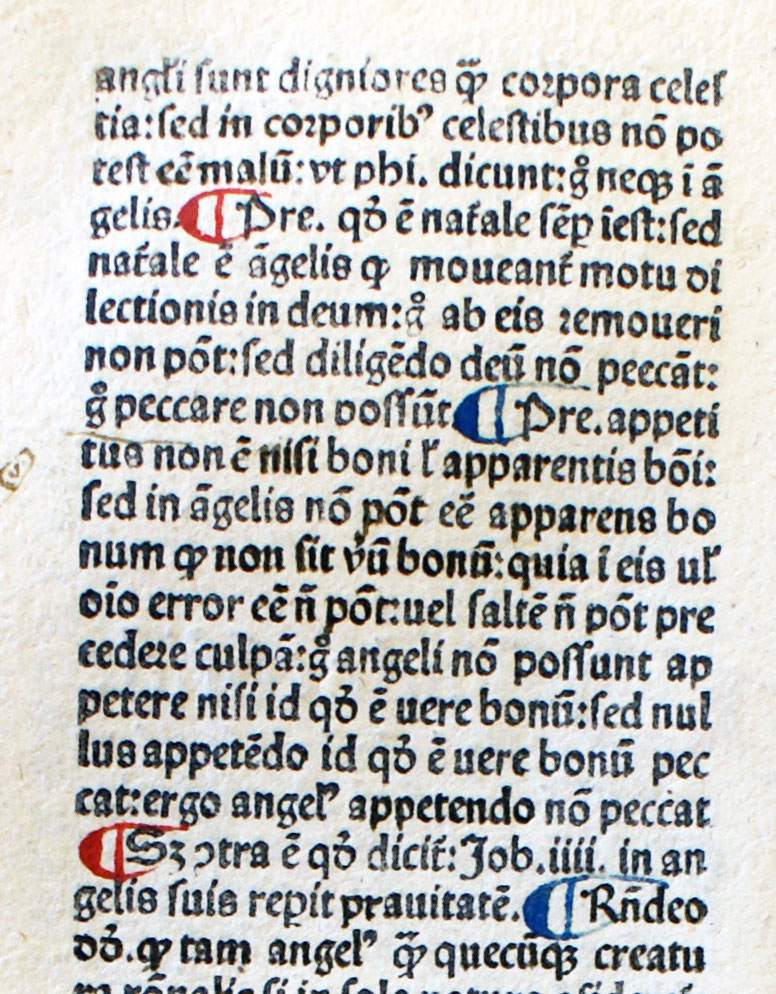
La Somme théologique, incunable de 1477.

La scolastique définit traditionnellement le liberum arbitrium comme facultas voluntatis et rationis (faculté de la volonté et la raison. Cette expression est exacte si elle désigne la collaboration de ces deux facultés dans la genèse de l’acte libre, mais erronée en un sens plus technique. À proprement parler, le libre arbitre est une puissance de la volonté (ibid., q. 83, a. 3) ; mieux, elle est la volonté elle-même en tant que la volonté opère des choix. Le libre arbitre, en son essence, n’est autre que la volonté dans la libre disposition d’elle-même ; vouloir, c’est décider librement, et c’est donc être libre. L’acte libre répond au schéma suivant : la volonté éprouve le désir d’un bien (appétition), qui constitue la fin de l’action ; elle sollicite la raison à délibérer sur les moyens de parvenir à ce bien (délibération), mais c’est à elle qu’appartient de choisir le moyen qui lui semble le plus approprié (electio en latin, qui signifie choix) pour parvenir à cette fin, de mouvoir le corps pour mettre en œuvre ces moyens (l’action à proprement parler), et de jouir du bien obtenu (fruition). C’est donc la volonté (plus que la raison) qui joue le rôle moteur et elle ne parviendrait à rien sans le concours de la raison. Dans ce schéma de l’action, le libre arbitre se manifeste tout particulièrement dans le choix, que Thomas d’Aquin définissait comme l'actus proprius (l’acte éminent ou l’acte propre) du liberum arbitrium.
Thomas d’Aquin entend prouver la réalité du libre arbitre par deux moyens. Le premier est la preuve morale, corrélat de l’argument moral anti-fataliste. L’homme est tenu pour moralement responsable de ses actes ; or, ceci serait impossible s’il n’était pas doué de liberté. La doctrine qui nie le libre arbitre est amorale du fait qu'elle réfute le principe même de la responsabilité (c'est-à-dire le pouvoir de la volonté de suivre ses fins, la délibération rationnelle ne portant que sur le choix du moyen).
« L’homme possède le libre arbitre ; ou alors les conseils, les exhortations, les préceptes, les interdictions, les récompenses et les châtiments seraient vains. »
Le second argument thomiste en faveur du libre arbitre est l’étude de l’action humaine, qui se distingue des mouvements physiques (la pierre tombe nécessairement vers le bas) et des actions animales (les animaux agissent selon leur instinct, qui n’est pas libre : l’instinct du loup le pousse nécessairement à chasser la brebis). Seul l’homme agit d’après un jugement libre, qui « n’est pas l’effet d’un instinct naturel s’appliquant à une action particulière, mais d’un rapprochement de données opéré par la raison (…). En conséquence, il est nécessaire que l’homme ait le libre arbitre, par le fait même qu’il est doué de raison » (ibidem). Choisir, c’est toujours se déterminer, par l’intelligence, entre deux ou plusieurs possibles dont la possibilité n'est pas posée par l'acte de la seule raison : c’est donc être libre.

## Critiques
Le concept de libre arbitre a fait l’objet de trois catégories de critiques, l’une théologique (attribuer à l’homme un libre arbitre, n’est-ce pas nier ou du moins, minimiser le rôle de la grâce divine dans l'œuvre du salut ?), l’autre philosophique (le libre arbitre ne revient-il pas à nier l’influence des motifs ou des mobiles qui déterminent nos choix et nos actions ?), et la dernière d'ordre soit psychanalytique (le libre arbitre n'est possible que si l'on est en mesure de dominer son inconscient) soit de ce que l'on appelle les sciences humaines. La première critique est motivée par le « prédestinationisme » : elle aboutit aux querelles autour de la prédestination caractéristiques de la Réforme dans sa version calviniste. La seconde est motivée par le « nécessitarisme » (mais aussi, dans une mesure plus complexe le « rationalisme »), le fatalisme et le déterminisme.

### Critique sociologique: déterminisme
En sociologie, beaucoup de coercitions (celles de Durkheim) s'opposent à l'idée du libre arbitre. Elles sont de plusieurs sortes :
- Coercition juridique : en effet, nous sommes poussés (conditionnés) par la loi à ne pas vouloir faire certaines choses, voler, tuer…
- Coercition sociale : la pratique de certaines actions peuvent pousser les individus avec lesquels on est lié, à nous punir, voire à nous exclure du groupe. C'est ce qui arrive lorsque l'on trahit une personne par exemple, on est réprimandé.
- Coercition « géographique » : on ne peut pas à notre guise emprunter les autoroutes, ou rouler en voiture là où il n'y a pas de routes.
- Coercition d'autres types : si une personne se lève pour applaudir, on aura tendance à se lever nous aussi (instinct grégaire)

Ces critiques sont caractéristiques pour une sociologie du dix-neuvième siècle, une discipline qui cherche ses méthodes dans les sciences naturelles, à savoir elle veut expliquer une société par des « lois » sociales.

### Critique théologique: la controverse de la prédestination
Le libre arbitre est l’une des deux réponses envisageables à la question du salut (sotériologie) telle qu’élaborée par les théologiens de la Renaissance. L’autre réponse est la prédestination chez Martin Luther, voire la « double prédestination » chez Jean Calvin, théologiens qui, par opposition au libre arbitre, défendirent l'un et l'autre la thèse du « serf arbitre ».
Plus largement, la question du libre arbitre tente de situer le rôle de la volonté humaine dans la conduite d’une vie bonne (susceptible de mener au salut) face à un Dieu conçu comme tout puissant. De cette façon, la question du libre arbitre traverse les trois monothéismes et les réponses que chacun d’entre eux donne méritent l’examen.
Avec l’humanisme, Érasme et Luther partagent le goût de la lecture et du commentaire de la Bible avec le rejet de la glose scolastique. Luther est un « jusqu’au-boutiste » tandis qu’Érasme est un modérateur. Luther espère avoir le soutien d’Érasme, dont l’autorité morale est alors considérable, dans sa querelle contre l’autorité ecclésiastique. Mais les deux hommes vont s’opposer sur le concept de libre arbitre. Érasme soutient le libre arbitre, c’est-à-dire la responsabilité de l’homme devant Dieu concernant ses actes. Au contraire, se fondant notamment sur le dogme du péché originel, le moine augustinien Luther défend la prédestination, c’est-à-dire le serf arbitre et la justification par la foi, chère à Paul de Tarse. Érasme et Luther perdent alors toute modération dans leur polémique. Tandis que le frère Martin, en 1519 se disait « admirateur convaincu » d’Érasme, il en viendra à qualifier celui-ci de « venimeux polémiste », de « pourceau d’Épicure* », d’écrivain « ridicule, étourdi, sacrilège, bavard, sophiste, ignorant ».

### Critique philosophique: le problème de la liberté d’indifférence
La critique philosophique du libre arbitre tient au rôle des motifs (raisons de choisir) dans la détermination du choix et, par conséquent, de l’action. Suis-je vraiment libre de choisir entre deux objets (et deux fins), l’un qui représente un grand bien, et l’autre, un moindre bien ? De deux choses l’une.
- Soit je choisis le plus grand bien : peut-on alors dire que mon acte est libre ? N’est-il pas plutôt déterminé par les motifs, ou plus exactement, par la préférence d’un motif sur l’autre ?
- Soit je choisis le moindre bien, mais comment alors un acte aussi absurde pourrait-il être libre ? Et si je le choisis afin de prouver que je suis libre, cela revient au premier cas de figure : la volonté d’établir la réalité de ma liberté s’est avérée un motif plus déterminant que l’objet préférable. Dans l’un et l’autre cas, je ne serais pas libre.

Pour remédier à ce problème, la doctrine de la seconde scolastique a inventé le concept de liberté d’indifférence, dont l'âne de Buridan est un exemple célèbre. Soit un individu appelé à choisir entre deux biens identiques, et donc indifférents. Il y a ici une équivalence des motifs : rien ne le détermine à préférer l’un à l’autre. Or, la volonté éprouve qu’elle est douée de spontanéité : même en ce cas, elle peut se déterminer à choisir. L’acte ne trouve pas alors son explication dans les motifs, ni par conséquent dans les objets, mais dans le sujet lui-même en tant qu’il est doué d’une capacité à agir arbitrairement. Le concept de liberté d’indifférence établirait, avec la spontanéité de la volonté, la réalité du libre arbitre. Par extension, la liberté d’indifférence s’applique aussi aux cas où il n’y a pas d’équivalence des motifs : je puis fort bien préférer un moindre bien à un plus grand bien, prouvant ainsi que je suis le seul sujet ou la seule cause de mes actes.

## Philosophie rationaliste
Si le thomisme attribue le libre arbitre à Adam, dans le jardin d’Éden, principalement pour lui imputer l'origine du mal par la désobéissance à l'ordre donné par Dieu de ne pas manger le fruit défendu de l'arbre de la connaissance du bien et du mal, qui le rend responsable du péché originel (Genèse, chapitre 3), d'autres philosophes voient les choses d’un œil différent, selon que leur réflexion se situe avant la révolution cartésienne ou après.
Selon Maïmonide :
- la connaissance du bien et du mal est différente de la science du vrai et du faux[réf. nécessaire] ;
- cette non-coïncidence est un pis-aller car, dans le jardin d’Éden d’avant la chute, la connaissance rationnelle du vrai et du faux rendait inutile, et même inexistante, celle du bien et du mal [réf. nécessaire].

### Pour Maïmonide
« Par la raison, l’homme distingue le vrai du faux et ceci a lieu dans toutes choses intelligibles »

— Guide des Égarés, 1re partie, chap. 2, Verdier
Le bon et le mauvais, le beau et le laid ne ressortent pas de l’intelligible, du rationnel, mais de l’opinion, du probable.
Tant qu’Adam possédait parfaitement et complètement la connaissance de toutes choses connues et intelligibles, il n’y avait en lui aucune faculté qui s’appliquât aux opinions probables et même il ne les comprenait pas (ibidem). Le bien et le mal n’existaient même pas ; seules existaient les choses intelligibles et nécessaires. La perte de cette connaissance parfaite de toutes choses intelligibles dont lui faisait bénéfice sa fusion avec Dieu fait accéder Adam à un état nouveau, un monde différent :
- les choses lui sont connues autrement que par la raison,
- la façon dont il les connaît relève de l’opinion contingente qu’il s’en fait : elles sont belles ou laides, bonnes ou mauvaises.

### Pour Spinoza
Pour Spinoza, le libre arbitre est une totale illusion qui vient de ce que l'homme a conscience de ses actions mais non des causes qui le déterminent à agir. En effet, l'homme n'est pas un « empire dans un empire » mais une partie de la substance infinie qu'il appelle Dieu ou la nature.
Cependant, l'homme dispose bien d'une liberté dans la mesure où il comprend avec sa raison pourquoi il agit. Est donc libre celui qui sait qu'il n'a pas de libre arbitre et qui agit par la seule nécessité de sa nature, sans être contraint par des causes extérieures qui causent en lui des passions.

« Si les hommes naissaient libres, et tant qu’ils seraient libres, ils ne formeraient aucun concept du bien et du mal […] [car] Celui-là est libre qui est conduit par la seule raison et qui n'a, par conséquent que des idées adéquates »

— Éthique IV, proposition 68, Spinoza
L'homme libre n'a donc aucun concept du bien et du mal lequel est le résultat d'idées inadéquates et confuses, non plus que d'un bien qui lui serait corrélé. Spinoza définit le bien au début de la partie IV de l'Éthique :

« Ce que nous savons avec certitude nous être utile »

— Éthique IV, définition 1, Spinoza
Rapprochant cette définition de sa Préface et des propositions 26 et 27, son éthique nous renverrait à une éthique des vertus plutôt qu'à un utilitarisme.
Toutefois, observant que les hommes ne sont que des parties de la nature, il en déduit que cette hypothèse d’une liberté de l’homme dès la naissance est fausse. Les parties de la nature sont soumises à toutes les déterminations de celle-ci, et elles sont extérieures à l’homme. Il considère donc que le sentiment de liberté de l’homme résulte du fait qu’il n’a connaissance que des causes immédiates des évènements rencontrés. Il rejette alors le libre arbitre, parlant plutôt de « libre nécessité » (Lettre à Schuller).
Spinoza commente alors ainsi l’épisode du jardin d'Éden.

« C’est cette détermination que semblent signifier les paroles de Moïse dans la fameuse histoire du premier homme […] cette liberté originaire impossible quand Moïse raconte que Dieu interdit à l’homme libre de manger le fruit de la connaissance du bien et du mal et que, dès qu’il en mangerait, il craindrait la mort plus qu’il ne désirerait la vie »

— Éthique IV, proposition 68, scolie, Spinoza

## Approches contemporaines du libre arbitre
Les deux disciplines scientifiques qui semblent les plus à même de pouvoir apporter des éléments à la question du libre arbitre sont la physique (qui étudie les lois de la nature) et les neurosciences (qui étudient le fonctionnement du système nerveux et donc du cerveau, organe décisionnel). La physique permet de mieux comprendre la notion de déterminisme tandis que les neurosciences touchent vraiment au libre arbitre.

### À partir de la philosophie des sciences
Aujourd’hui, la physique moderne élimine la connaissance des causes sans faire de l’indétermination quantique la preuve d’un hasard essentiel. La connaissance des causes, même limitée aux causes efficientes disparaît des explications au profit de lois mathématiques prédictives parce que probabilistes et calculables.

« la croyance en la relation de cause à effets, c’est la superstition »

— Tractatus logico-philosophicus, 5.1361, Gallimard, Ludwig Wittgenstein
Encore que, jusqu’ici, cette affirmation n’est généralisable qu’aux sciences dures où le fortuit désigne ce qui intervient non seulement sans cause finale ou efficiente mais surtout sans loi probabiliste calculable. L’indéterminisme quantique représente la prise en compte des limites de la connaissance : celle d’une limite infranchissable en pratique comme en théorie en ce qui concerne la réalité en soi. Contrairement à la réalité en soi de Kant, cette indétermination ne dégage pas l’espace non-phénoménal d’une liberté : les lois probabilistes s’appliquent au niveau des phénomènes observables. En ce qui concerne le non observable, c’est l’équation de Schrödinger qui en rend compte.
On pense généralement que la croyance dans le libre arbitre fonde à elle seule une éthique de la responsabilité. La psychanalyse considère que la plupart de nos actes dépendent plus de notre inconscient que de notre volonté consciente. Ce savoir aboutit au paradoxe que les criminels sexuels sont à la fois des criminels susceptibles de rendre des comptes à la justice du fait de leur responsabilité et des malades, commandés par leur inconscient et leurs hormones qui doivent être soignés. La jurisprudence fait entrer ce paradoxe dans son arsenal avec l’injonction thérapeutique où le suivi médical devient une peine.
Dans cette limitation, on rencontre l’intuition de Nietzsche quand décrivant l’éternel retour, il a l’intuition d’une volonté créatrice déterminée par le passé qu’elle tente de justifier :

« Je leur ai enseigné toutes mes pensées et toutes mes aspirations : à réunir et à joindre tout ce qui chez l’homme n’est que fragment et énigme et lugubre hasard, en poète, en devineur d’énigme et rédempteur du hasard. Je leur ai appris à être créateur de l’avenir et à sauver, en créant, tout ce qui fut. Sauver le passé dans l’homme et transformer tout ce qui était jusqu’à ce que la volonté dise : « Mais c’est ainsi que je voudrais que ce fût. Mais c’est ainsi que je le voudrais » »

— Ainsi parlait Zarathoustra, III, 3 - Des vieilles et des nouvelles tables - Mercure de France, Nietzsche

### L'impossibilité du libre arbitre selon Donald Hebb
Dans son ouvrage The Organisation of Behaviour: a Neuropsychological Theory, Donald Hebb argumente fortement en défaveur d'un quelconque libre arbitre. Il explique notamment qu'il n'existe aucune force qui influencerait les neurones et les ferait faire ce qu'ils ne feraient pas sinon. Il exprime aussi une nécessité de cohérence dans les différents champs de la science en disant qu'il est impossible d'être déterministe en physique et d'être mystique en biologie.

### Libre arbitre et hypothèse d’Everett
Dans le cas où l’hypothèse d’Everett serait fondée — hypothèse selon laquelle existeraient des univers parallèles, ce qui n’est pas établi — tous les futurs possibles (ou plus exactement un nombre de futurs possibles ayant la constante de Planck en dénominateur) à chaque moment de l’univers en chaque lieu se produiraient effectivement : il n’y a pas de hasard quantique ; si une particule semble devoir choisir au hasard entre deux directions, en réalité il existerait un univers dans lequel la particule prend à gauche et un autre dans lequel elle prend à droite.
Sans qu’il soit possible de se prononcer sur la validité de l’hypothèse d’Everett, on peut examiner à titre d’expérience de pensée en quels termes elle influencerait la question du libre arbitre si elle était exacte : dans la mesure où tous les futurs possibles (possibles selon les lois de la physique quantique, ce qui ne signifie donc pas tous les futurs imaginables) se produisent et où chaque observateur situé dans l’un de ces univers improprement nommés parallèles a l’impression d’être le seul, les paradoxes liés au libre arbitre sont levés en niant l'unicité de l'observateur dans le futur (mais non dans son passé actuel, d'où l'asymétrie de ces deux domaines de temps). Une telle négation n'est pas propre à cette thèse et se retrouve chez quelques philosophes contemporains, dont Daniel Dennett, (La conscience expliquée). Voir David Deutsch.

### Le théorème du libre arbitre
En 2006, les deux mathématiciens John Conway et Simon Kochen ont démontré un théorème appelé « théorème du libre arbitre ». Ils y définissent le libre arbitre d'une entité A, macroscopique ou microscopique, comme la capacité qu'aurait A de prendre des décisions non définies par une fonction (au sens mathématique du terme) de l'information accessible à A, c'est-à-dire des observations disponibles dans le « cône de passé » de A.
Le théorème démontre alors, en supposant trois axiomes raisonnables, que si un expérimentateur dispose de ce libre arbitre (dans le sens ainsi exposé), alors les particules élémentaires qui le composent en disposent aussi. Par contraposée, cela signifie que si les particules n'ont pas de "libre arbitre", alors les humains n'en possèdent pas non plus (toujours dans le même sens du terme).
Les philosophes et les scientifiques considèrent généralement que les expérimentateurs ont assez de « libre arbitre » pour choisir la manière dont ils organisent leurs expériences d'une manière qui n'est pas déterminée par l'histoire passée. C'est l' hypothèse du libre arbitre, justifiant l'indépendance statistique des mesures, et le rejet du superdéterminisme. 
Anton Zeilinger par exemple écrit : 

« Nous supposons toujours implicitement la liberté de l'expérimentateur... Cette hypothèse fondamentale est essentielle pour faire de la science. Si cela devait n'être pas vrai, alors je suggère que cela n'aurait aucun sens de poser des questions à la nature dans une expérience puisque alors, la nature pourrait déterminer ce que sont nos questions et cela pourrait guider nos questions de telle façon que nous arrivions à une fausse image de nature. »

Le théorème en déduit que si cela est vrai la réponse des particules n'est pas non plus déterminée par l'histoire passée.
 (17 août 2020).
- Si vous ne connaissez pas le sujet, laissez ce bandeau (vous pouvez alors contacter les auteurs).
- Si vous supprimez le contenu mis en cause (vous pouvez préalablement contacter les auteurs),

argumentez précisément cette suppression dans la page de discussion
(un manque de référence n'est pas un argument ; une recherche réelle de référence doit avoir été effectuée, être formellement documentée).
Conway et Kochen commencent par démontrer que si l'on accepte un axiome appelé Spin - admis en physique quantique car conforme aux résultats de l'expérience - alors une certaine quantité mesurée par ces physiciens ne peut pas pré-exister avant l'expérience, c'est-à-dire qu'elle ne peut être inscrite dans la structure de la particule étudiée. Cela invaliderait donc une conception « réaliste » de l'univers.
On pourrait certes supposer cette quantité instantanément « calculée » à partir de l'information disponible dans l'univers accessible à ces particules juste avant la mesure; toutefois le théorème dit que ce n'est pas le cas si les expérimentateurs disposent d'un libre arbitre et que l'on accepte deux autres axiomes appelés Fin et Twin, eux aussi simples et admis par les physiciens.
Le théorème élimine en ce cas les notions de « variables cachées » (par exemple celle de David Bohm) supposant aux particules des propriétés non directement observables (par exemple position dans une ou plusieurs dimensions surnuméraires) ne se manifestant que lors de la « réduction du paquet d'onde » qui suit une mesure.
Ce théorème du libre arbitre établirait les variables cachées comme inconsistantes avec la relativité restreinte sans faire appel à la mécanique quantique, puisqu'il s'agit d'un simple raisonnement mathématique n'utilisant aucune propriété physique des particules.
Descartes et après lui Laplace imaginaient possible de décrire l'univers comme évolution d'un système à partir d'un état initial et selon des lois déterministes, c'est-à-dire invariables dans l'espace et le temps. Dans son Essai philosophique sur les probabilités (1814) Laplace propose une expérience de pensée — appelée le démon de Laplace — selon laquelle un être hypothétique qui connaîtrait la position de chacun des atomes de l'univers à un moment donné, ainsi que les lois qui en gouvernent les interactions, pourrait prédire l'avenir dans sa totalité.
Le raisonnement suivi dans la démonstration de Conway et Kochen montre pourtant, sans hypothèse de libre arbitre mais juste les trois axiomes Fin, Twin, Spin, qu'aucune théorie utilisant des lois indépendantes de l'espace et du temps ne peut prédire ne serait-ce que le résultat de certaines mesures de spin sur des particules. Cela n'invalide pas pour autant le déterminisme : si l'univers est entièrement déterministe, alors il n'y a pas de libre arbitre chez l'homme et c'est la 
contraposée du théorème qui s'applique. Mais s'il existe un indéterminisme (un libre arbitre) chez les humains, il doit en exister aussi un pour les particules élémentaires. D'autant que l'existence d'un indéterminisme au niveau des particules élémentaire n'implique pas une indétermination chez l’être humain.

### Libre arbitre et précognition
Dans une de ses conférences consacrée au thème du voyage temporel, l'astronome Sean Carroll explique que le concept de libre arbitre n'est qu'une approximation et qu'il est en théorie tout à fait compatible avec le déterminisme. Ainsi, il compare la notion de déterminisme à un garnement qui prétendrait connaître le futur mais refuserait toujours de le dévoiler à l'avance:
Beaucoup de gens sont perturbés par l'idée de déterminisme : cette idée selon laquelle si on connaît l'état exact de l'univers à un instant donné, on peut prédire l'avenir. Je voudrais vous dire: ne soyez pas perturbés.
Le déterminisme, ce n'est pas un vieil homme sage qui dirait: « Voici ce qui va se produire dans le futur et tu n'y peux absolument rien » ; l'idée de déterminisme, c'est plutôt un garnement qui dirait : « Je sais ce que tu vas faire dans un instant ». Alors vous lui demandez: « Admettons. Alors, qu'est-ce que je vais faire ? » et il répond: « Ça je ne peux pas te le dire ». Puis vous faites quelque chose et le gamin s'exclame : « Je savais que tu ferais ça ».
Selon Caroll, le déterminisme n'est donc pas incompatible avec le libre arbitre puisqu'aussi longtemps que nous ignorons ce que nous ferons dans le futur, l'éventail des possibles reste au moins théoriquement réalisable, de telle sorte qu'un futur non-déterministe nous parait tout à fait équivalent.

### Textes anciens
- Didier Érasme, Essai sur le libre arbitre, 1524
- Martin Luther, De servo arbitrio (Du serf arbitre), 1525
- Denis Diderot, Jacques le fataliste
- Paul Rée, L'illusion du libre arbitre, 1885
- Arthur Schopenhauer, Essai sur le libre arbitre (lire en ligne sur Gallica)